# Фуді червоний
Фу́ді червоний (Foudia madagascariensis) — вид горобцеподібних птахів ткачикових (Ploceidae). Ендемік Мадагаскару. Був інтродукований на багатьох островах Індійського океану.

## Опис

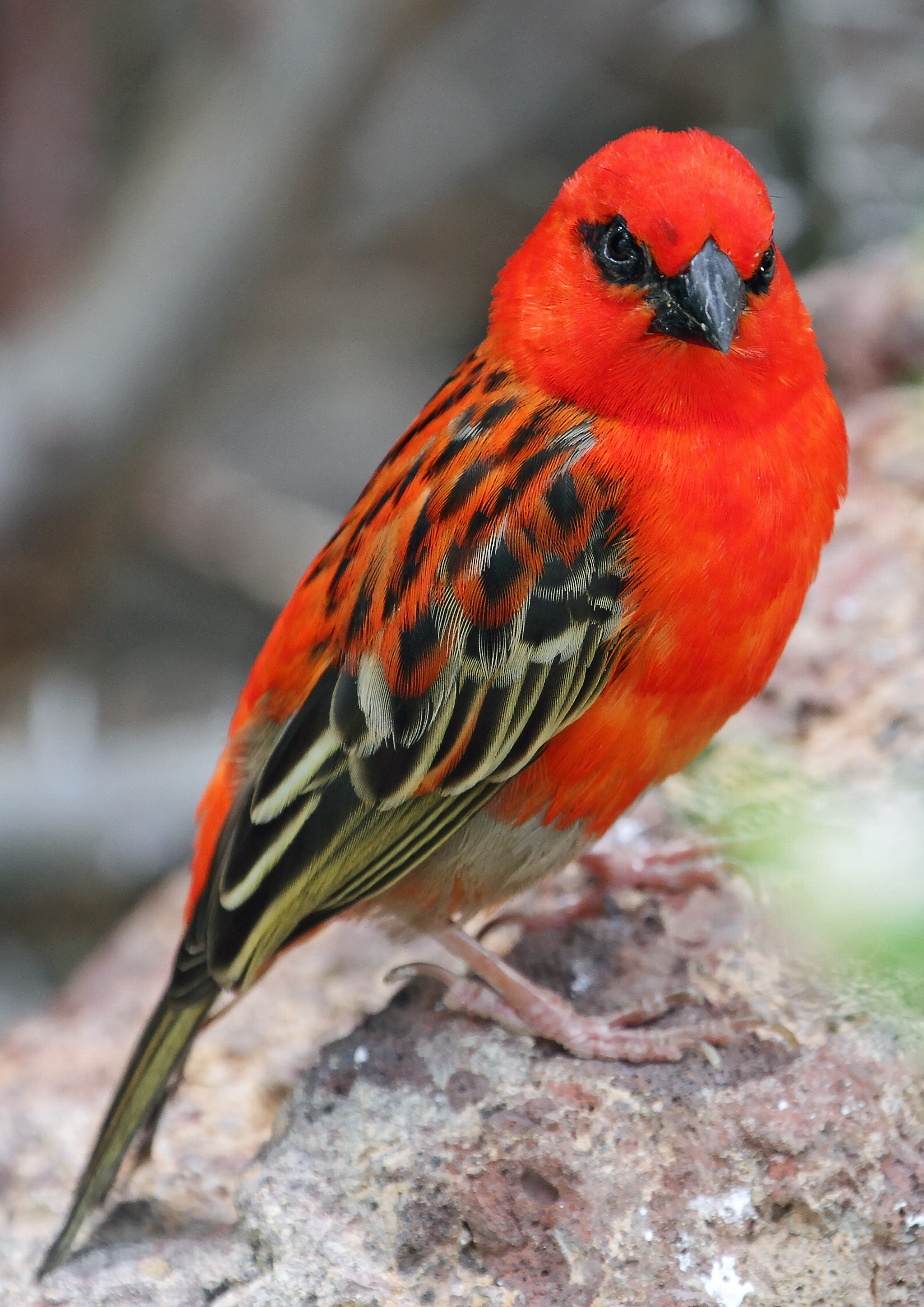
Самець під час сезону розмноження

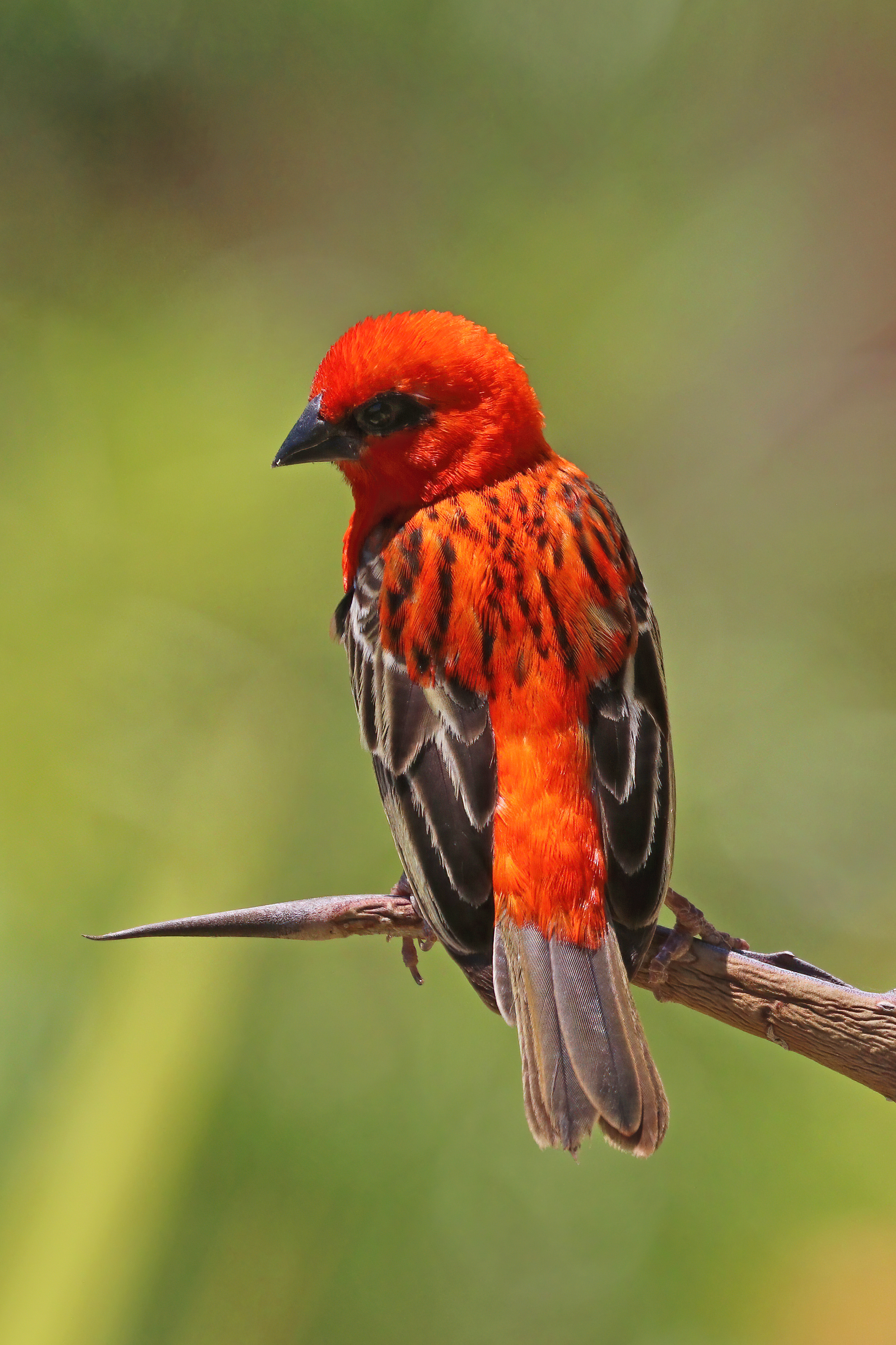
Самець під час сезону розмноження

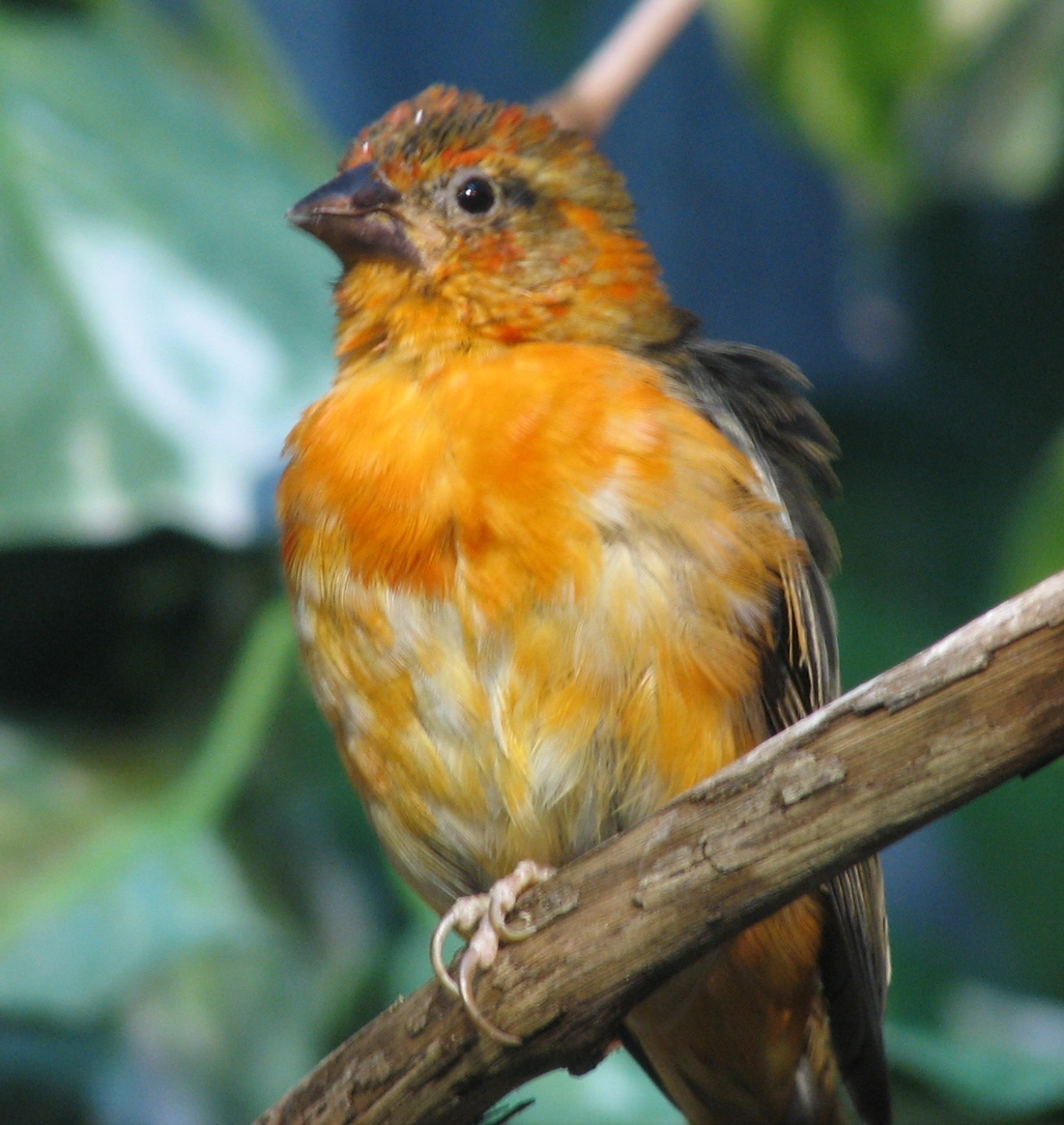
Самець під час негніздового періоду

Довжина птаха становить 12,5-13 см, вага 14-19 г. Самці під час сезону розмноження мають переважно яскраво-червоне забарвлення, навколо очей у них червоні плями, крила і хвіст оливково-коричневі. Під час негніздового періоду забарвлення самців набуває оранжевого або жовтуватого кольору, покривні пера крил і хвоста у них оливково-коричневі. У самиць верхня частина тіла оливково-коричнева, нижня частина тіла сірувато-коричнева.

## Таксономія
В 1760 році французький зоолог Матюрен Жак Бріссон включив опис червоного фуді до своєї книги "Ornithologie", описавши птаха за зразком з острова Мадагаскар. Він використав французьку назву Le cardinal de Madagascar та латинську назву Cardinalis Madagascariensis. Однак, хоч Бріссон і навів латинську назву, вона не була науковою, тобто не відповідає біномінальній номенклатурі і не визнана Міжнародною комісією із зоологічної номенклатури. Коли в 1766 році шведський натураліст Карл Лінней випустив дванадцяте видання своєї Systema Naturae, він доповнив книгу описом 240 видів, раніше описаних Бріссоном. Одним з цих видів був червоний фуді, для якого Лінней придумав біномінальну назву Loxia madagascariensis. Пізніше червоного фуді перевели до роду Фуді (Foudia), введеного німецьким орнітологом Людвігом Райхенбахом у 1850 році. Червоний фуді є типовим видом цього роду.

## Поширення і екологія
Червоні фуді початково були ендеміками Мадагаскару, однак були інтродукований на Коморських, Сейшельських і Амірантських островах, на островах Чагос, на Маврикії і Реюньйоні в Індійському океані, а також на острові Святої Єлени у південній частині Атлантичного океану. Червоні фуді живуть на узліссях і лісових галявинах, на луках, саванах і сільськогосподарських угіддях, в чагарникових заростях, парках і садах. Уникають густих лісів. Зустрічаються на висоті до 2450 м над рівнем моря.

## Поведінка
Червоні фуді живляться переважно насінням трав, а також нектаром і дрібними безхребетними. На Мадагаскарі вони вважаються шкідниками рисових посівів. Під час негніздово періоду вони зустрічаються зграйками, з початком сезону розмноження, який на Мадагаскарі триває з вересня по травень, самці починають демонструвати територіальність. Червоні фуді є моногамними птахами, самець починає будувати гніздо ще до початку залицяння до самиць, причому гнізда утворюють невеликі, розріджені колонії. Гніздо має кулеподібну форму з бічним входом з "дашком" або з коротким трубкоподібним входом. Самці будують його з корінців, трав та рослинних волокон протягом 8 днів. Вони розміщується серед очерету, високої трави, в чагарниках або на деревах. В кладці від 2 до 4 блідих, синьо-зелених яєць розміром 18х12,8 мм. Інкубаційний період триває 11-14 днів. насиджує лише самиця. Пташенята покидають гніздо через 15-16 днів після вилуплення, за ними доглядають і самиці, і самці.